# Szolem Mandelbrojt

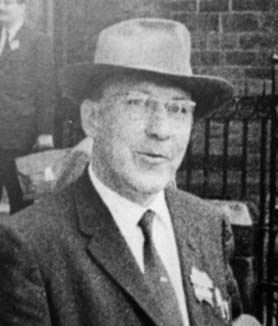
Szolem Mandelbrojt

Szolem Mandelbrojt (Warschau, 10 januari 1899 - Parijs, 23 september 1983) was een Pools-Frans wiskundige. Hij was de oom van wiskundige Benoit Mandelbrot.
Mandelbrojt werd geboren als zoon van Saloman Mandelbrojt en Miriam Rabinowicz. Hij volgde een opleiding in Warschau en Charkov. Hij ging onderzoek doen in Parijs en kreeg in 1923 een doctoraat van de Sorbonne. Dankzij een beurs van de Rockefeller Foundation kon hij in 1924 naar de Verenigde Staten. In 1926/1927 was hij werkzaam aan het Rice Institute in Houston. In 1928 keerde Mandelbrojt terug naar Frankrijk en was werkzaam aan de universiteiten van Lille en Clermont-Ferrand. In 1938 werd hij professor aan het Collège de France. Mandelbrojt was lid van de wiskundegroep Nicolas Bourbaki.
Vanwege de inval van Duitsland in 1940 vluchtte de joodse Mandelbrojt naar de Verenigde Staten, waar hij opnieuw ging werken bij het Rice Institute. Na afloop van de Tweede Wereldoorlog keerde hij weer terug naar Frankrijk en ging weer aan de slag bij het Collège de France. In 1972 ging hij daar met pensioen.
- Bibliothèque nationale de France: cb123499024 (data)
- Gemeinsame Normdatei: 122180399
- International Standard Name Identifier: 0000 0001 0934 9266
- Library of Congress Control Number: n82106068
- Mathematics Genealogy Project: 22456
- Nationale Bibliotheek van Israël: 987007432155205171
- Nederlandse Thesaurus van Auteursnamen: 068104820
- LIBRIS: 296579
- SNAC: w6q1160j
- Système universitaire de documentation: 032476299
- Virtual International Authority File: 110712419
- WorldCat: E39PBJfrQVrhhQJ3K6jpFRkVYP